# Bernardenghi
La família Bernardenghi fou origen de la casa dels Pio senyors de Carpi i dels Pico senyors de la Mirandola.
Segons alguns genealogistes antics descendia de Bernat I rei d'Itàlia però en realitat el cap fou Manfred o Maginfred, cavaller d'origen provençal o borgonyó que va rebre del rei el comtat de Parma a una data entre el 926 i el 931, i va morir abans del 965, car aquest any ja era comte de Parma el seu fill Bernat I que fou deposat i desterrat de l'Imperi però el 976 fou reintegrat en tots els seus honors per l'emperador Otó II i nomenat comte de Pavia el 985 i va morir el 30 de juny del 996. Estava casat des de vers el 950 amb Rolinda, fill natural d'Hug d'Arles rei d'Itàlia.
Bernat I tenia dos germans, Hug i Guiu. Del primer res se sap però del segon se sap que fou nomenat comte de Parma quan el seu germà ho fou de Pavia (985) i abans era senyor de Limiti. Guiu va deixar dos fills Bernat II i Robert. El primer fou comte de Pavia i de Parma fins que fou deposat el 1014 i es va casar amb una filla del comte de Seprio, essent l'origen dels comtes de Sopiro, feudataris del bisbe de Cremona. El segon (Roberto) fou senyor de Limiti i es va casar a una dama de nom Teuza, deixant dos fills, Adalbert (senyor de Limiti que fou vescomte i governador de Mòdena pel marquès Bonifaci de Canossa o Toscana el 1047) i Gualbert (probablement mort jove).
Adalbert fou pare de Manfred, senyor de Limiti que vivia vers el 1071 quan va fer una donació a un monestir per encàrrec de Beatriu de Canossa. Se'l esmenta com Manfred de Sorbara que era una vila propera a Limiti i era capità de les milícies de Matilde de Canossa el 1092 i el 1096 fou fet presoner pels imperials i el van matar o va morir. Es va casar amb Alda i fou el tronc de la família anomenada dels Manfredi. Va deixar cinc fills: 
- Albert esmentat en un acte amb Matilde de Canossa el 1113. Fou el pare de Bernat, Robert (origen dels Roberti senyors de San Martino in Rio) i Pico de Manfredis, primer podestà de Reggio el 1154 i origen dels Pico de la Mirandola.
- Guiu tenia un feu de l'església entre 1116 i 1127 almenys. Fou pare d'Aimo, que al seu torn ho fou de Guidotto i aquest ho fou de Azzolino origen dels Papazzoni (comtes i patricis de Bolonya i Modena) i dels Passaporta (patricis de Modena); i de Pedocca origen del Pedocca o Manfredi-Pedocca, nobles de la Mirandola.
- Bernat o Bernardo, origen de la casa dels Pio de Carpi
- Hug, que va rebre el feu de la Quarantola (antic nom de la Mirandola) amb la roca anomenada de la Mirandula, de Matilde de Canossa, l'any 1115. En el feu el va succeir el seu fill Ubald o Ubaldo esmentat en un document del 1122 però no va deixar descendents i va passar als Pico.
- Frederic, arxipreste de Carpi